# Aphria ocypterata
Aphria ocypterata là một loài ruồi trong họ Tachinidae.